# شيهم أمريكا الشمالية
شيهم أمريكا الشمالية أو الشيهم الكندي أو شيهم شائع (الاسم العلمي: Erethizon dorsatum)، هو أحد أنواع القوارض الكبيرة في فصيلة شيهميات العالم الجديد. هو الشيهم الوحيد من كابيائيات الشكل في أمريكا الشمالية وهو أكبر أنواع النيص في أمريكا الشمالية.